# سلحب
تقع مدينة سلحب إلى الجنوب الغربي من سهل الغاب وعلى امتداد السفح الشرقي لجبال اللاذقية وتتوضع البلدة القديمة فوق تل ترابي محاط بالسهول الزراعية الواسعة .
ويلتقي ضمنها نهري أبو قبيس وينابيع دير شميل واللقبة حيث يجتمعان معاً في رافد واحد إلى نهر العاصي شمالاً .
ومع مرور الزمن أصبحت المدينة مركزا للتجمع السكاني من مختلف أنحاء القطر وتوسعت رقعتها لتشمل مساحة 330 هكتارًا بدءاً من مفرق طريق عام مصياف – السقيلبية شرقاً وحتى بداية السفوح الشرقية لسلسلة جبال اللاذقية ومدخل وادي أبو قبيس السياحي غرباً.
بلغ عدد سكانها قرابة 700 نسمة في مطلع ستينيات القرن العشرين. معظم سكانها من العلويين.

## حدود المدينة الإدارية
من الشمال مجرى نهر العاصي وأتوستراد سلحب – اللاذقية والحدود الإدارية لقرية العشارنة وقرية نهر البارد , ومن الجنوب الحدود الإدارية لقرية الصارمية وقرية دير شميل .
عدد سكان المدينة (20,577) نسمة وفقاً لأمانات السجل المدني في 1/1/2011 . لكنَّ العدد الفعلي والذي يشمل السكان المقيمين الذين لم ينقلوا قيدهم في السجل المدني إلى المدينة يقارب 35 ألف نسمة .
تعتبر مدينة سلحب البوابة الرئيسية لموقع وادي أبو قبيس السياحي وينابيع دير شميل وبحيرة سد سلحب التخزيني ومعسكر الشبيبة المركزي وقلعة أبو قبيس الأثرية .

## مركز الناحية
مدينة سلحب مركز ناحية تتبع منطقة الغاب في محافظة حماة.
تبعد مدينة سلحب عن مدينة حماة /48/ كم غرباً وعن مدينة مصياف /27/ كم شمالاً وعن مدينة السقيلبية /18/ كم جنوباً وعن الساحل السوري /45/ كم شرقاً .
بلغ عدد سكان مدينة سلحب 20,577 ألف نسمة وفقاً لإحصائيات السجل المدني نهاية عام 2010. ومعظم السكان علويون.

## الدوائر والمنشآت
- مركز مجلس المدينة
- مركز للناحية ومخفر الشرطة
- مشفى وطني
- محكمة صلح
- مديرية نقل فرعية
- فرع حوض العاصي
- مركز للجيش الشعبي
- مجمع تربوي
- شعبة تجنيد
- مستوصف صحي
- 5 مراكز امتحانية لطلبة الشهادة الثانوية
- مكتب لمصرف توفير البريد
- فرع للمصرف الزراعي
- جمعية تعاونية استهلاكية
- صالة للخزن والتبريد
- صالة تجزئة
- شركة سكر سلحب
- معمل للخميرة
- مركز أعلاف
- مركز لتجميع الحبوب
- صوامع الحبوب
- وحدة إرشادية عدد اثنان
- جمعية فلاحية
- مشتل للغراس الحراجية
- جمعية خيرية
- جمعية تعاونية سكنية عدد أربعة
- مركز للهاتف
- مركز للبريد
- مركز للعمران
- مركز للمياه
- مركز للكهرباء
- مخبز آلي
- مركز إطفاء حراجي
- مركز ثقافي
- مركز انطلاق للسيارات
- فندق سياحي يتبع لمجلس المدينة
- نادي كرة قدم
- نادي لرفع الأثقال

## في المجال الصحي
- مشفى وطني أقيم بالعمل الشعبي من قِبل أبناء سلحب والمناطق المجاورة لها.
- مستوصف للصحة المدرسية
- مستوصف صحي عدد اثنين
- مركز رعاية صحية تابع للهلال الأحمر العربي السوري ، تم تقديمه بالعمل الشعبي مِن قِبل أهالي سلحب.

## في المجال التربوي
عدد المدارس الثانوية والمهنية :/3/ ثلاثة وعدد طلابها /2031/ طالب .
عدد المدارس الإعدادية :/4/ أربعة وعدد طلابها /3024/طالب .
عدد المدارس الابتدائية: /7/ سبعة وعدد طلابها /3083/طالب .
عدد رياض الأطفال: /2/ اثنان +/5/ روضات خاصة .

## في المجال الزراعي
تشتهر مدينة سلحب بالمزروعات التالية : الحبوب بكافة أنواعها - القطن - الشوندر السكري - التبغ - الخضار بكافة أنواعها - العنب والتين والزيتون والجوز وأشجار فاكهة مختلفة.

## في مجال النقل
عدد آليات النقل الركاب /100/ ميكرو باص و باص لنقل الركاب يومياً من المدينة واليها على الخطوط التالية :
- سلحب - مصياف .
- سلحب - حماة .
- سلحب - اللاذقية .
- سلحب - دمشق .
- سلحب - السقيلبية .
- سلحب - حلب .
- سلحب - حمص .
- سلحب - الدالية .
- سلحب – نهر البارد .
- سلحب – أبو قبيس .